# Dexter (serial)
Dexter este un serial american care prezintă povestea lui Dexter Morgan (Michael C. Hall), un legist care analizează urmele de sânge pentru Departmentul de Poliție Metropolitană din Miami, dar este și criminal în serie.
Serialul a fost difuzat prima oară pe 1 octombrie 2006 pe Showtime, iar al cincilea sezon a început să fie difuzat pe 26 septembrie 2010. În România primele sezoane au fost difuzate pe PRO TV.
Toate sezoanele sunt disponibile pe platformele SkyShowtime și Netflix.
Acțiunea se desfășoară în Miami, primul sezon al seriei fiind în mare parte bazat pe romanul Darkly Dreaming Dexter de Jeff Lindsay, primul din seria sa de romane Dexter. Sezoanele ulterioare au evoluat independent de operele lui Lindsay. A fost adaptat pentru televiziune de scenaristul James Manos, Jr., care a scris episodul pilot.
În octombrie 2020, a fost anunțat că Dexter va reveni într-o serie limitată de 10 episoade intitulată Dexter: New Blood, cu Michael C. Hall reluând rolul principal. A avut premiera pe 7 noiembrie 2021.

## Prezentare
Dexter ucide conform „Codului lui Harry”, un corp de etică și proceduri elaborate de către tatăl său adoptiv, Harry (care era un polițist din Miami) pentru a fi sigur că Dexter nu este niciodată prins și pentru a se asigura că Dexter nu va ucide decât criminali. Harry de asemenea l-a instruit pe Dexter cum să interacționeze cu alți oameni deși este psihopat, de la uciderea mamei sale, Dexter, de fapt devenind criminal în serie. Ca adult, Dexter a scăpat în mare parte de suspiciuni (cu câteva excepții) fiind genial și generos și, în general, menținând relațiile superficiale. Cu toate acestea, atașamentul său față de sora lui Deb, jumătatea lui Rita, copii săi vitregi și (mai târziu) fiul său biologic au complicat stilul său de viață duplicitar cea ce îl face să se întrebe de ce simte nevoia să ucidă.

## Distribuție

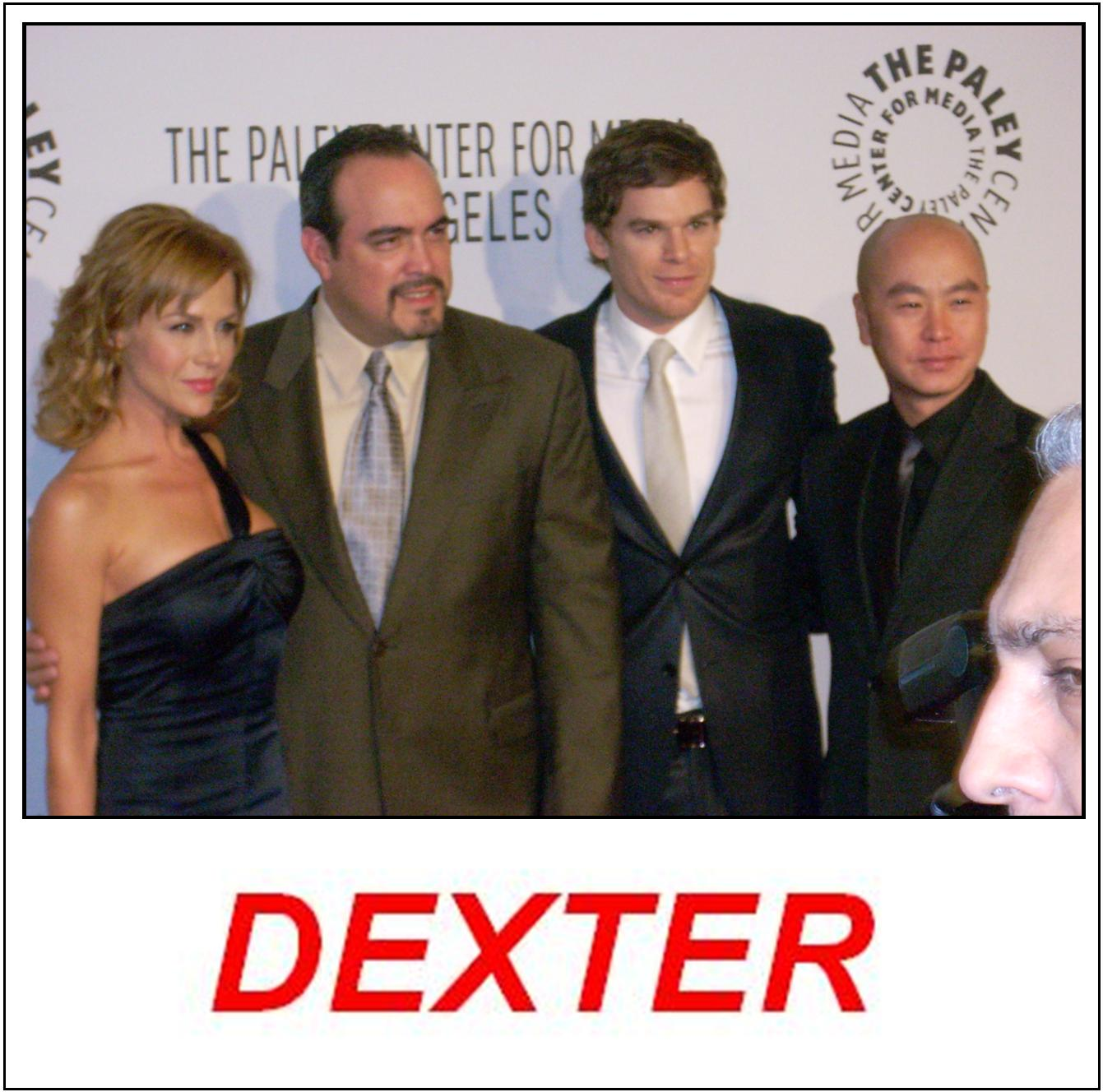

| Dexter Morgan   | Michael C. Hall    | Principal | Principal | Principal | Principal | Principal | Principal | Principal | Principal |
| Rita Bennett    | Julie Benz         | Principal | Principal | Principal | Principal | Episodic  |           |           |           |
| Debra Morgan    | Jennifer Carpenter | Principal | Principal | Principal | Principal | Principal | Principal | Principal | Principal |
| James Doakes    | Erik King          | Principal | Principal |           |           |           |           | Episodic  |           |
| María LaGuerta  | Lauren Vélez       | Principal | Principal | Principal | Principal | Principal | Principal | Principal |           |
| Angel Batista   | David Zayas        | Principal | Principal | Principal | Principal | Principal | Principal | Principal | Principal |
| Harry Morgan    | James Remar        | Principal | Principal | Principal | Principal | Principal | Principal | Principal | Principal |
| Vince Masuka    | C. S. Lee          | Secundar  | Principal | Principal | Principal | Principal | Principal | Principal | Principal |
| Joey Quinn      | Desmond Harrington |           |           | Secundar  | Principal | Principal | Principal | Principal | Principal |
| Jamie Batista   | Aimee Garcia       |           |           |           |           |           | Secundar  | Secundar  | Principal |
| Tom Matthews    | Geoff Pierson      | Secundar  | Secundar  |           | Secundar  | Episodic  | Secundar  | Secundar  | Principal |
| Harrison Morgan | Jack Alcott        |           |           | Episodic  | Secundar  | Secundar  | Secundar  | Secundar  | Secundar  |

## Prezentare generală a episoadelor
| Sezonul | Sezonul | Episoade | Episoade | Premiera TV        | Premiera TV        |
| Sezonul | Sezonul | Episoade | Episoade | Prima transmisie   | Ultima transmisie  |
| ------- | ------- | -------- | -------- | ------------------ | ------------------ |
|         | 1       | 12       | 12       | 1 octombrie 2006   | 17 decembrie 2006  |
|         | 2       | 12       | 12       | 30 septembrie 2007 | 16 decembrie 2007  |
|         | 3       | 12       | 12       | 28 septembrie 2008 | 14 decembrie 2008  |
|         | 4       | 12       | 12       | 27 septembrie 2009 | 13 decembrie 2009  |
|         | 5       | 12       | 12       | 26 septembrie 2010 | 12 decembrie 2010  |
|         | 6       | 12       | 12       | 2 octombrie 2011   | 18 decembrie 2011  |
|         | 7       | 12       | 12       | 30 septembrie 2012 | 16 decembrie 2012  |
|         | 8       | 12       | 12       | 30 iunie 2013      | 22 septembrie 2013 |

## Episoade

### Sezonul 1 (2006)
| Nr. în serial | Nr. în sezon | Titlu                       | Regizat de       | Scris de                             | Data difuzării    | U.S. telespectatori (milioane) |
| --- | ------------ | --------------------------- | ---------------- | ------------------------------------ | ----------------- | ------------------------------ |
| 1 | 1            | „Dexter”                    | Michael Cuesta   | James Manos, Jr.                     | 1 octombrie 2006  | 0.60                           |
| Dexter Morgan (Michael C. Hall) este prezentat ca un ucigaș în serie care omoară alți ucigași care au scăpat din, sau nu au fost găsiți de sistemul de justiție. Ziua este un analist al stropilor de sânge care lucrează pentru Departamentul de Omucideri al Poliției din Miami. Dexter are o relație cu Rita Bennett (Julie Benz), o mamă divorțată cu probleme similare care crește doi copii mici în timp ce fostul ei soț este în închisoare. Într-o zi, Dexter este chemat la o scenă a crimei care implică corpuri mutilate, dar fără niciun gram de sânge. Criminalul, care va fi supranumit „Ucigașul cu camion de gheață”, îl intrigă pe Dexter cu această metodologie complicată și cu un mesaj personal sub forma unei păpuși mutilate. În același timp, sora vitregă a lui Dexter, Debra (Jennifer Carpenter), un ofițer sub acoperire la Moravuri, încearcă să obțină un transfer la Departamentul de Omucideri. |              |                             |                  |                                      |                   |                                |
| 2 | 2            | „Crocodile”                 | Michael Cuesta   | Clyde Phillips                       | 8 octombrie 2006  | 0.72                           |
| 3 | 3            | „Popping Cherry”            | Michael Cuesta   | Daniel Cerone                        | 15 octombrie 2006 |                                |
| 4 | 4            | „Let's Give the Boy a Hand” | Robert Lieberman | Drew Z. Greenberg                    | 22 octombrie 2006 |                                |
| 5 | 5            | „Love American Style”       | Robert Lieberman | Melissa Rosenberg                    | 29 octombrie 2006 |                                |
| 6 | 6            | „Return to Sender”          | Tony Goldwyn     | Tim Schlattmann                      | 5 noiembrie 2006  |                                |
| 7 | 7            | „Circle of Friends”         | Steve Shill      | Daniel Cerone                        | 12 noiembrie 2006 |                                |
| 8 | 8            | „Shrink Wrap”               | Tony Goldwyn     | Lauren Gussis                        | 19 noiembrie 2006 |                                |
| 9 | 9            | „Father Knows Best”         | Adam Davidson    | Melissa Rosenberg                    | 26 noiembrie 2006 |                                |
| 10 | 10           | „Seeing Red”                | Michael Cuesta   | Kevin R. Maynard                     | 3 decembrie 2006  |                                |
| 11 | 11           | „Truth Be Told”             | Keith Gordon     | Drew Z. Greenberg și Tim Schlattmann | 10 decembrie 2006 | 0.76                           |
| 12 | 12           | „Born Free”                 | Michael Cuesta   | Daniel Cerone și Melissa Rosenberg   | 17 decembrie 2006 | 1.08                           |

### Sezonul 2 (2007)
| Nr. în serial | Nr. în sezon | Titlu                           | Regizat de     | Scris de                                                                 | Data difuzării     | U.S. telespectatori (milioane) |
| ------------- | ------------ | ------------------------------- | -------------- | ------------------------------------------------------------------------ | ------------------ | ------------------------------ |
| 13            | 1            | „It's Alive!”                   | Tony Goldwyn   | Daniel Cerone                                                            | 30 septembrie 2007 | 1.01                           |
| 14            | 2            | „Waiting to Exhale”             | Marcos Siega   | Clyde Phillips                                                           | 7 octombrie 2007   | 0.89                           |
| 15            | 3            | „An Inconvenient Lie”           | Tony Goldwyn   | Melissa Rosenberg                                                        | 14 octombrie 2007  | 0.95                           |
| 16            | 4            | „See-Through”                   | Nick Gomez     | Scott Buck                                                               | 21 octombrie 2007  | 0.80                           |
| 17            | 5            | „The Dark Defender”             | Keith Gordon   | Tim Schlattmann                                                          | 28 octombrie 2007  | 0.63                           |
| 18            | 6            | „Dex, Lies, and Videotape”      | Nick Gomez     | Lauren Gussis                                                            | 4 noiembrie 2007   |                                |
| 19            | 7            | „That Night, A Forest Grew”     | Jeremy Podeswa | Daniel Cerone                                                            | 11 noiembrie 2007  | 0.84                           |
| 20            | 8            | „Morning Comes”                 | Keith Gordon   | Scott Buck                                                               | 18 noiembrie 2007  | 1.23                           |
| 21            | 9            | „Resistance Is Futile”          | Marcos Siega   | Melissa Rosenberg                                                        | 25 noiembrie 2007  |                                |
| 22            | 10           | „There's Something About Harry” | Steve Shill    | Scott Reynolds                                                           | 2 decembrie 2007   | 1.08                           |
| 23            | 11           | „Left Turn Ahead”               | Marcos Siega   | Scott Buck & Tim Schlattmann                                             | 9 decembrie 2007   | 0.89                           |
| 24            | 12           | „The British Invasion”          | Steve Shill    | Poveste de: Daniel Cerone & Melissa Rosenberg Scenariu de: Daniel Cerone | 16 decembrie 2007  | 1.02                           |

### Sezonul 3 (2008)
| Nr. în serial | Nr. în sezon | Titlu                        | Regizat de       | Scris de                                                  | Data difuzării     | U.S. telespectatori (milioane) |
| ------------- | ------------ | ---------------------------- | ---------------- | --------------------------------------------------------- | ------------------ | ------------------------------ |
| 25            | 1            | „Our Father”                 | Keith Gordon     | Clyde Phillips                                            | 28 septembrie 2008 | 1.22                           |
| 26            | 2            | „Finding Freebo”             | Marcos Siega     | Melissa Rosenberg                                         | 5 octombrie 2008   | 0.79                           |
| 27            | 3            | „The Lion Sleeps Tonight”    | John Dahl        | Scott Buck                                                | 12 octombrie 2008  | 1.07                           |
| 28            | 4            | „All in the Family”          | Keith Gordon     | Adam E. Fierro                                            | 19 octombrie 2008  | 0.86                           |
| 29            | 5            | „Turning Biminese”           | Marcos Siega     | Tim Schlattmann                                           | 26 octombrie 2008  | 1.00                           |
| 30            | 6            | „Sí Se Puede”                | Ernest Dickerson | Charles H. Eglee                                          | 2 noiembrie 2008   | 1.04                           |
| 31            | 7            | „Easy as Pie”                | Steve Shill      | Lauren Gussis                                             | 9 noiembrie 2008   | 0.83                           |
| 32            | 8            | „The Damage a Man Can Do”    | Marcos Siega     | Scott Buck                                                | 16 noiembrie 2008  | 0.96                           |
| 33            | 9            | „About Last Night”           | Tim Hunter       | Poveste de: Scott Reynolds Scenariu de: Melissa Rosenberg | 23 noiembrie 2008  | 1.13                           |
| 34            | 10           | „Go Your Own Way”            | John Dahl        | Tim Schlattmann                                           | 30 noiembrie 2008  | 1.34                           |
| 35            | 11           | „I Had a Dream”              | Marcos Siega     | Charles H. Eglee și Lauren Gussis                         | 7 decembrie 2008   |                                |
| 36            | 12           | „Do You Take Dexter Morgan?” | Keith Gordon     | Scott Buck                                                | 14 decembrie 2008  | 1.51                           |

### Sezonul 4 (2009)
| Nr. în serial | Nr. în sezon | Titlu                  | Regizat de       | Scris de                                                                                   | Data difuzării     | U.S. telespectatori (milioane) |
| ------------- | ------------ | ---------------------- | ---------------- | ------------------------------------------------------------------------------------------ | ------------------ | ------------------------------ |
| 37            | 1            | „Living the Dream”     | Marcos Siega     | Clyde Phillips                                                                             | 27 septembrie 2009 | 1.52                           |
| 38            | 2            | „Remains to Be Seen”   | Brian Kirk       | Charles H. Eglee                                                                           | 4 octombrie 2009   | 1.37                           |
| 39            | 3            | „Blinded by the Light” | Marcos Siega     | Scott Buck                                                                                 | 11 octombrie 2009  | 1.24                           |
| 40            | 4            | „Dex Takes a Holiday”  | John Dahl        | Melissa Rosenberg & Wendy West                                                             | 18 octombrie 2009  | 1.51                           |
| 41            | 5            | „Dirty Harry”          | Keith Gordon     | Tim Schlattmann                                                                            | 25 octombrie 2009  | 1.68                           |
| 42            | 6            | „If I Had a Hammer”    | Romeo Tirone     | Lauren Gussis                                                                              | 1 noiembrie 2009   | 1.88                           |
| 43            | 7            | „Slack Tide”           | Tim Hunter       | Scott Buck                                                                                 | 8 noiembrie 2009   | 1.76                           |
| 44            | 8            | „Road Kill”            | Ernest Dickerson | Melissa Rosenberg & Scott Reynolds                                                         | 15 noiembrie 2009  | 1.69                           |
| 45            | 9            | „Hungry Man”           | John Dahl        | Wendy West                                                                                 | 22 noiembrie 2009  | 1.76                           |
| 46            | 10           | „Lost Boys”            | Keith Gordon     | Charles H. Eglee & Tim Schlattmann                                                         | 29 noiembrie 2009  | 1.80                           |
| 47            | 11           | „Hello, Dexter Morgan” | SJ Clarkson      | Scott Buck & Lauren Gussis                                                                 | 6 decembrie 2009   | 2.11                           |
| 48            | 12           | „The Getaway”          | Steve Shill      | Poveste de: Scott Reynolds & Melissa Rosenberg Scenariu de: Wendy West & Melissa Rosenberg | 13 decembrie 2009  | 2.58                           |

### Sezonul 5 (2010)
| Nr. în serial | Nr. în sezon | Titlu                       | Regizat de       | Scris de                                                            | Data difuzării     | U.S. telespectatori (milioane) |
| ------------- | ------------ | --------------------------- | ---------------- | ------------------------------------------------------------------- | ------------------ | ------------------------------ |
| 49            | 1            | „My Bad”                    | Steve Shill      | Chip Johannessen                                                    | 26 septembrie 2010 | 1.77                           |
| 50            | 2            | „Hello, Bandit”             | John Dahl        | Scott Buck                                                          | 3 octombrie 2010   | 1.70                           |
| 51            | 3            | „Practically Perfect”       | Ernest Dickerson | Manny Coto                                                          | 10 octombrie 2010  | 1.86                           |
| 52            | 4            | „Beauty and the Beast”      | Milan Cheylov    | Jim Leonard                                                         | 17 octombrie 2010  | 1.79                           |
| 53            | 5            | „First Blood”               | Romeo Tirone     | Tim Schlattmann                                                     | 24 octombrie 2010  | 1.94                           |
| 54            | 6            | „Everything Is Illumenated” | Steve Shill      | Wendy West                                                          | 31 octombrie 2010  | 1.63                           |
| 55            | 7            | „Circle Us”                 | John Dahl        | Scott Buck                                                          | 7 noiembrie 2010   | 1.90                           |
| 56            | 8            | „Take It!”                  | Romeo Tirone     | Manny Coto & Wendy West                                             | 14 noiembrie 2010  | 1.94                           |
| 57            | 9            | „Teenage Wasteland”         | Ernest Dickerson | Lauren Gussis                                                       | 21 noiembrie 2010  | 2.11                           |
| 58            | 10           | „In the Beginning”          | Keith Gordon     | Scott Reynolds                                                      | 28 noiembrie 2010  | 2.54                           |
| 59            | 11           | „Hop a Freighter”           | John Dahl        | Poveste de: Karen Campbell Scenariu de: Scott Buck & Tim Schlattman | 5 decembrie 2010   | 2.26                           |
| 60            | 12           | „The Big One”               | Steve Shill      | Chip Johannessen & Manny Coto                                       | 12 decembrie 2010  | 2.48                           |

### Sezonul 6 (2011)
| Nr. în serial | Nr. în sezon | Titlu                            | Regizat de       | Scris de                                       | Data difuzării    | U.S. telespectatori (milioane) |
| ------------- | ------------ | -------------------------------- | ---------------- | ---------------------------------------------- | ----------------- | ------------------------------ |
| 61            | 1            | „Those Kinds of Things”          | John Dahl        | Scott Buck                                     | 2 octombrie 2011  | 2.19                           |
| 62            | 2            | „Once Upon a Time...”            | SJ Clarkson      | Tim Schlattmann                                | 9 octombrie 2011  | 1.71                           |
| 63            | 3            | „Smokey and the Bandit”          | Stefan Schwartz  | Manny Coto                                     | 16 octombrie 2011 | 1.50                           |
| 64            | 4            | „A Horse of a Different Color”   | John Dahl        | Lauren Gussis                                  | 23 octombrie 2011 | 1.89                           |
| 65            | 5            | „The Angel of Death”             | SJ Clarkson      | Scott Reynolds                                 | 30 octombrie 2011 | 1.80                           |
| 66            | 6            | „Just Let Go”                    | John Dahl        | Jace Richdale                                  | 6 noiembrie 2011  | 1.98                           |
| 67            | 7            | „Nebraska”                       | Romeo Tirone     | Wendy West                                     | 13 noiembrie 2011 | 1.99                           |
| 68            | 8            | „Sin of Omission”                | Ernest Dickerson | Arika Lisanne Mittman                          | 20 noiembrie 2011 | 2.05                           |
| 69            | 9            | „Get Gellar”                     | Seith Mann       | Karen Campbell                                 | 27 noiembrie 2011 | 1.89                           |
| 70            | 10           | „Ricochet Rabbit”                | Michael Lehmann  | Jace Richdale & Lauren Gussis & Scott Reynolds | 4 decembrie 2011  | 1.87                           |
| 71            | 11           | „Talk to the Hand”               | Ernest Dickerson | Manny Coto & Tim Schlattmann                   | 11 decembrie 2011 | 1.92                           |
| 72            | 12           | „This is the Way the World Ends” | John Dahl        | Scott Buck & Wendy West                        | 18 decembrie 2011 | 2.23                           |

### Sezonul 7 (2012)
| Nr. în serial | Nr. în sezon | Titlu                       | Regizat de       | Scris de                                       | Data difuzării     | U.S. telespectatori (milioane) |
| ------------- | ------------ | --------------------------- | ---------------- | ---------------------------------------------- | ------------------ | ------------------------------ |
| 73            | 1            | „Are You...?”               | John Dahl        | Scott Buck                                     | 30 septembrie 2012 | 2.40                           |
| 74            | 2            | „Sunshine and Frosty Swirl” | Steve Shill      | Manny Coto                                     | 7 octombrie 2012   | 2.10                           |
| 75            | 3            | „Buck the System”           | Stefan Schwartz  | Jace Richdale                                  | 14 octombrie 2012  | 1.98                           |
| 76            | 4            | „Run”                       | John Dahl        | Wendy West                                     | 21 octombrie 2012  | 2.18                           |
| 77            | 5            | „Swim Deep”                 | Ernest Dickerson | Scott Reynolds                                 | 28 octombrie 2012  | 2.28                           |
| 78            | 6            | „Do the Wrong Thing”        | Alik Sakharov    | Lauren Gussis                                  | 4 noiembrie 2012   | 1.99                           |
| 79            | 7            | „Chemistry”                 | Holly Dale       | Manny Coto & Karen Campbell                    | 11 noiembrie 2012  | 2.01                           |
| 80            | 8            | „Argentina”                 | Romeo Tirone     | Arika Lisanne Mittman                          | 18 noiembrie 2012  | 2.25                           |
| 81            | 9            | „Helter Skelter”            | Steve Shill      | Tim Schlattmann                                | 25 noiembrie 2012  | 2.12                           |
| 82            | 10           | „The Dark… Whatever”        | Michael Lehmann  | Lauren Gussis & Jace Richdale & Scott Reynolds | 2 decembrie 2012   | 2.08                           |
| 83            | 11           | „Do You See What I See?”    | John Dahl        | Manny Coto & Wendy West                        | 9 decembrie 2012   | 2.60                           |
| 84            | 12           | „Surprise, Motherfucker!”   | Steve Shill      | Scott Buck & Tim Schlattmann                   | 16 decembrie 2012  | 2.75                           |

### Sezonul 8 (2013)
| Nr. în serial | Nr. în sezon | Titlu                          | Regizat de       | Scris de                       | Data difuzării     | U.S. telespectatori (milioane) |
| ------------- | ------------ | ------------------------------ | ---------------- | ------------------------------ | ------------------ | ------------------------------ |
| 85            | 1            | „A Beautiful Day”              | Keith Gordon     | Scott Buck                     | 30 iunie 2013      | 2.48                           |
| 86            | 2            | „Every Silver Lining...”       | Michael C. Hall  | Manny Coto                     | 7 iulie 2013       | 2.52                           |
| 87            | 3            | „What's Eating Dexter Morgan?” | Ernest Dickerson | Lauren Gussis                  | 14 iulie 2013      | 2.43                           |
| 88            | 4            | „Scar Tissue”                  | Stefan Schwartz  | Tim Schlattmann                | 21 iulie 2013      | 2.47                           |
| 89            | 5            | „This Little Piggy”            | Romeo Tirone     | Scott Reynolds                 | 28 iulie 2013      | 2.55                           |
| 90            | 6            | „A Little Reflection”          | John Dahl        | Jace Richdale                  | 4 august 2013      | 2.21                           |
| 91            | 7            | „Dress Code”                   | Alik Sakharov    | Arika Lisanne Mittman          | 11 august 2013     | 1.90                           |
| 92            | 8            | „Are We There Yet?”            | Holly Dale       | Wendy West                     | 18 august 2013     | 1.94                           |
| 93            | 9            | „Make Your Own Kind of Music”  | John Dahl        | Karen Campbell                 | 25 august 2013     | 2.28                           |
| 94            | 10           | „Goodbye Miami”                | Steve Shill      | Jace Richdale & Scott Reynolds | 8 septembrie 2013  | 2.34                           |
| 95            | 11           | „Monkey in a Box”              | Ernest Dickerson | Tim Schlattmann & Wendy West   | 15 septembrie 2013 | 2.40                           |
| 96            | 12           | „Remember the Monsters?”       | Steve Shill      | Scott Buck & Manny Coto        | 22 septembrie 2013 | 2.80                           |